# Den elfde van den elfde
Den elfde van den elfde is een Vlaamse tragikomische televisieserie, naar een idee en scenario van Tom Van Dyck en Alice Reys. Ze namen ook samen de regie op zich. De reeks werd gemaakt door productiehuis Toespijs voor de openbare omroep VRT. De serie werd uitgezonden op Eén van 3 januari tot 14 februari 2016.
De serie speelt zich af in het gehucht Kerke, dat tijdens de carnavalsperiode wordt omgedoopt tot 'Knorrendonk'. Wanneer Hubert Geunings op 11 november (den elfde van den elfde), voor de 35e keer op rij tot Prins Carnaval gekroond zou worden voor de komende carnavalsperiode, gaat het echter niet zoals gepland. Hubert krijgt een hartaanval, waardoor al snel de vraag oprijst of er niet moet uitgekeken worden naar een opvolger.
De opnamen van deze serie vonden voor een groot deel plaats in Prosperpolder. De ziekenhuisopnamen vonden plaats in het Mariaziekenhuis in Overpelt.

## Muziek
De reeks bevat per aflevering enkele muzikale intermezzo's. Het idee hiervoor kwam van Alice Reijs en volgens Tom Van Dyck "dienen de muzieksequenties om het verlangen, de verbeelding, de angsten van de personages te tonen".

## Verhaal
Na de hartaanval van Hubert willen anderen eens Prins Carnaval worden. Zijn zoon Frank, een buschauffeur, ziet dat wel zitten, maar ook Serge van de Raad van Elf, ziet zich de volgende prins worden. Serge en zijn kameraad Walter chanteren dokter Pol Driesen, de voorzitter van de Raad van Elf en tevens de huisarts van Hubert. Op een familievergadering wordt geopperd dat ook vrouwen Prins Carnaval kunnen worden zoals dochter Yvonne. Wanneer Hubert hoort over zijn opvolging wordt hij razend.
Toch weet Hubert zich er over te zetten. Er wordt een prinsenverkiezing georganiseerd. Hubert rijdt rond in het dorp en meldt aan de inwoners dat zijn zoon en dochter zich kandidaat stellen. Intussen krijgt Frank nieuws van dokter Pol: zijn lever dient getransplanteerd te worden na jarenlang overvloedig gebruik van alcohol. Frank en zijn vrouw Chantal besluiten tegen iedereen over dit probleem te zwijgen. Erik gelooft niet dat zijn vrouw Yvonne Prinses Carnaval kan worden. Yvonne wil niet langer in een hoekje worden geduwd en iemand zijn. Ze verlaat haar man.
Ze blijft bij Pol overnachten. De volgende dag moet Erik Jef ziek van school halen en rijdt ermee naar Pol. Intussen is Chantal naar Pol gekomen. Zij heeft een geheime relatie met Pol. Terwijl Chantal vertrekt bij Pol, komt Erik bij Pol aan. Jef ziet per toeval zijn moeder bij Pol. Hierdoor denkt Erik dat zijn vrouw een geheime relatie heeft met Pol. Diezelfde avond komen Chantal en Frank op bezoek bij Erik. Chantal kan niet geloven dat Yvonne ook een geheime relatie heeft met Pol. Serge en Walter hebben intussen alle taferelen gezien vanuit het café aan de overkant.
Yvonne komt terug naar huis nadat Erik verteld heeft dat hij zijn duiven heeft weggedaan. Hij wil echter zijn beste duif stallen bij Frank, maar de duif ontsnapt en verongelukt uiteindelijk in de handen van Frank. Intussen beginnen neef en nicht, Joris en Betty, een relatie. Wanneer Yvonne hierachter komt, is ze razend.
Dan volgt de prinsenverkiezing met drie kandidaten: Yvonne, Frank en Serge, die alle drie een act opvoeren. Pol doet iets in het drankje van Serge, waardoor die zijn kansen niet ten volle kan verdedigen. Frank wordt uiteindelijk tot winnaar uitgeroepen. Yvonne is hier zo kapot van dat ze niemand meer wil zien. Prins Carnaval Frank wil ook Serge uit de Raad van Elf gooien. Serge zint op weerwraak. 
Op het kerstfeest van de familie Geunings, dat volgt kort na de prinsenverkiezing, heerst een gespannen sfeer. Frank, die net daarvoor ontslagen is als buschauffeur, drinkt stiekem van de wijn, terwijl Yvonne net daarvoor aan Joris heeft verteld dat zijn vader een levertransplantatie nodig heeft. Wanneer Jefke zijn nieuwjaarsbrief gaat voorlezen, gaat het over zijn varken Charlotte, dat hij van zijn opa gekregen had, maar waar niemand van wist. Charlotte is pas overleden nadat het varken door de vloer van de boomhut zakte. Het graf van Charlotte blijkt bovendien leeg te zijn en Charlotte staat op het kerstmenu. Yvonne beschuldigt haar vader ervan een leugenaar te zijn en begint dan over de incest die zij en haar broer Frank vroeger ondergingen, met medeweten van moeder Marie-José.
Frank vertelt aan Joris dat hij zijn vader niet is. Hij heeft dit altijd al geweten zonder dat Chantal dit wist. Joris is razend op zijn moeder en Pol. Chantal vertelt ook aan Marie-José dat Frank dringend een nieuwe lever nodig heeft. Dan barst carnaval los. Niemand mag echter weten dat Frank ziek is. Hubert offert zich op om zijn lever af te geven aan zijn zoon. Tijdens de carnavalstoet zet iedereen zijn biggenmasker op. Frank en Yvonne hebben allebei hun prinsenkostuum aan. Wanneer Frank zijn toespraak heeft gegeven, wisselt hij van plaats met Yvonne. Frank en Chantal vluchten via een achterpoortje weg, op weg naar het ziekenhuis, op weg naar een nieuwe lever.

## Rolverdeling

### Hoofdrollen
| Acteur               | Personage           |
| -------------------- | ------------------- |
| Jan Decleir          | Hubert Geunings     |
| Alice Reys           | Chantal Van Hassel  |
| Peter Van den Begin  | Frank Geunings      |
| Frieda Pittoors      | Marie-José Geunings |
| Bruno Vanden Broecke | Erik Van Lint       |
| Eva Van Der Gucht    | Yvonne Geunings     |
| Joke Emmers          | Betty Van Lint      |
| Jonas Vermeulen      | Joris Geunings      |
| Kamil Gruszka        | Jefke Van Lint      |
| Peter De Graef       | Pol Driesen         |
| Lukas Smolders       | Serge               |
| Mark Verstraete      | Walter              |

### Bijrollen
- Aflevering 1: Nico Sturm als buspassagier, Stef De Paepe als dokter
- Aflevering 2: Wim Opbrouck als baas van Erik, David Dermez als baas van Frank
- Aflevering 3: Wim Opbrouck als baas van Erik, Lucas Vandervost
- Aflevering 4: Wim Opbrouck als baas van Erik, Lucas Van den Eynde als zangleraar, Tania Van der Sanden en Bart Hollanders als collega's van Erik
- Aflevering 5: Michael Pas als dansleraar, Bert Huysentruyt als makelaar
- Aflevering 6: David Dermez als baas van Frank
- Aflevering 7: Herwig Ilegems als burgemeester, Stef De Paepe als dokter, Gert Lahousse als chirurg

## Trivia
- De reeks heeft het 'e-Mission'-label van het VAF gekregen. Dit is een erkenning voor de vele inspanningen die geleverd zijn om het milieu te sparen bij de productie van deze serie. Zo heeft men geprobeerd transportkilometers uit te sparen door op strategisch gelegen plaatsen te filmen, te carpoolen of te blijven overnachten nabij de filmset. Ook de catering gebruikte hoofdzakelijk seizoensgebonden, verse producten.[2]